# 名鉄4000系電車
名鉄4000系電車（めいてつ4000けいでんしゃ）は、名古屋鉄道が瀬戸線用に導入した通勤形電車である。2008年（平成20年）に登場した。

## 概要
2008年の瀬戸線栄町駅乗り入れ30周年を機に、車両の近代化のため、6000系・6600系・6750系といった既存車両の全面置き換え用として新造され、同年10月1日から営業運転を開始した。2013年（平成25年）までに18編成72両が導入された。
瀬戸線用車両では初のステンレス製車体となった。これは尾張旭検車区の移転新設に際して、周辺環境への配慮等から揮発性塗料による塗装設備が設置されないことが決定していたことによるものである。

## 車両概説

### 車体
車体構造は、2004年（平成16年）から他線区に投入されている3300系・3150系をベースとした「日車式ブロック工法」によるものであるが、ドア周りの溶接はスポット溶接からレーザー溶接に変更されている。
3300系などとデザイン上の顕著な違いとして、前頭部にパノラミックウィンドウ等を採用せず、名古屋市交通局（名古屋市営地下鉄）N1000形に類似する角張ったデザインになっていることがある。これは既に述べた尾張旭検車区に塗装設備が設置されなかったことを反映し、先頭部構体までステンレス製としたためである。N1000形との相違点としては、乗務員ドアが後ろ寄りにある点、側方の視認性確保のために運転台および車掌台の横に三角形の窓が設けられている点、灯具類が上記3300系などと同じく前照灯はHIDランプ、標識灯はLED式で横並びに配置されている点が挙げられる。また、前・側面の窓下には名鉄カラーのスカーレットの帯が配されている。
前面のスカートは、電気連結器を搭載しないことから左右一体型となり、小型となった。
側窓については、扉間の側窓は大型2連固定窓となっており、車端部の側窓は、両先頭車の運転室側は上記3300系などと同様の小窓、連結面側および中間車はコストダウンを図るため上部内折れ開閉式の大型窓となっている。また、客室側窓はUVカットガラスを使用しており、巻き上げカーテンは省略されている。このほか、車体側面の車両番号表記や点検ぶたの位置が、3300系などに比べてやや上部に変更されている。
冷房装置は3300系などと同様の集中式40,000kcal/h×1基であるが、三菱電機製 CU735 となった。
行き先表示機はフルカラーLED式で、種別側は文字の縁取りが4009Fを皮切りに追加され、4016F以降は初めからこの仕様となっている。現在は全編成が縁取り仕様になっている。

### 車内

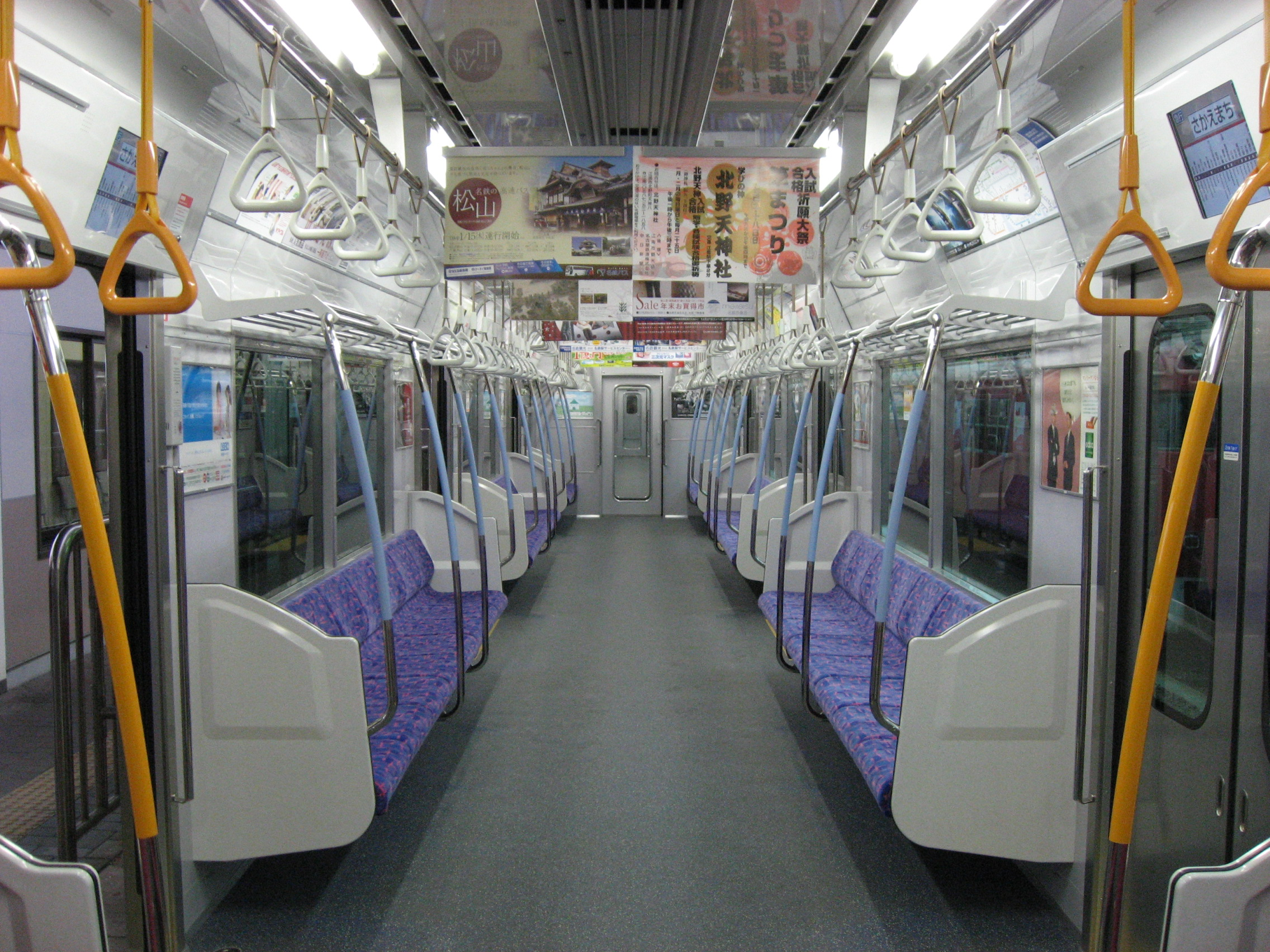
車内

全体的なレイアウトは、同年に先行して導入された本線用の5000系などと同様で、瀬戸線のラッシュ時の混雑率が高いこともあり、座席はすべて片持ち式のロングシートとなっている。ただし座席は背もたれ部分の傾斜が大きい座面形状やクッションの硬さなど、JR東日本E233系と同等のものに変更された。
客用扉の室内側も本線系の車両とは異なり、JR東日本E231系のような、ステンレス無塗装仕上げである（かつて瀬戸線を走っていた6750系も同様であった）。
バリアフリー対応として、客用扉周り部分の床は黄着色となっている。両先頭車の運転席直後には車椅子スペースが設けられ、各車両とも1両あたりで10名分の優先席が設けられている。また、床敷物はノンスリップタイプのものとなっている。
客室内のカラーリングや化粧板、座席モケット柄は5000系と同様のものとなっており、スタンションポールがライトブルーで塗装されている点も同様である。また、優先席部分のスタンションポールとつり革は黄色となっている。ライトブルー塗装はのちに剥がされ、4008F以降は梨地加工を施した無塗装のポールが採用されるようになった。同編成では優先席部分のポールもオレンジを塗装から凹凸のある樹脂性の部品に変更された。

#### 案内設備

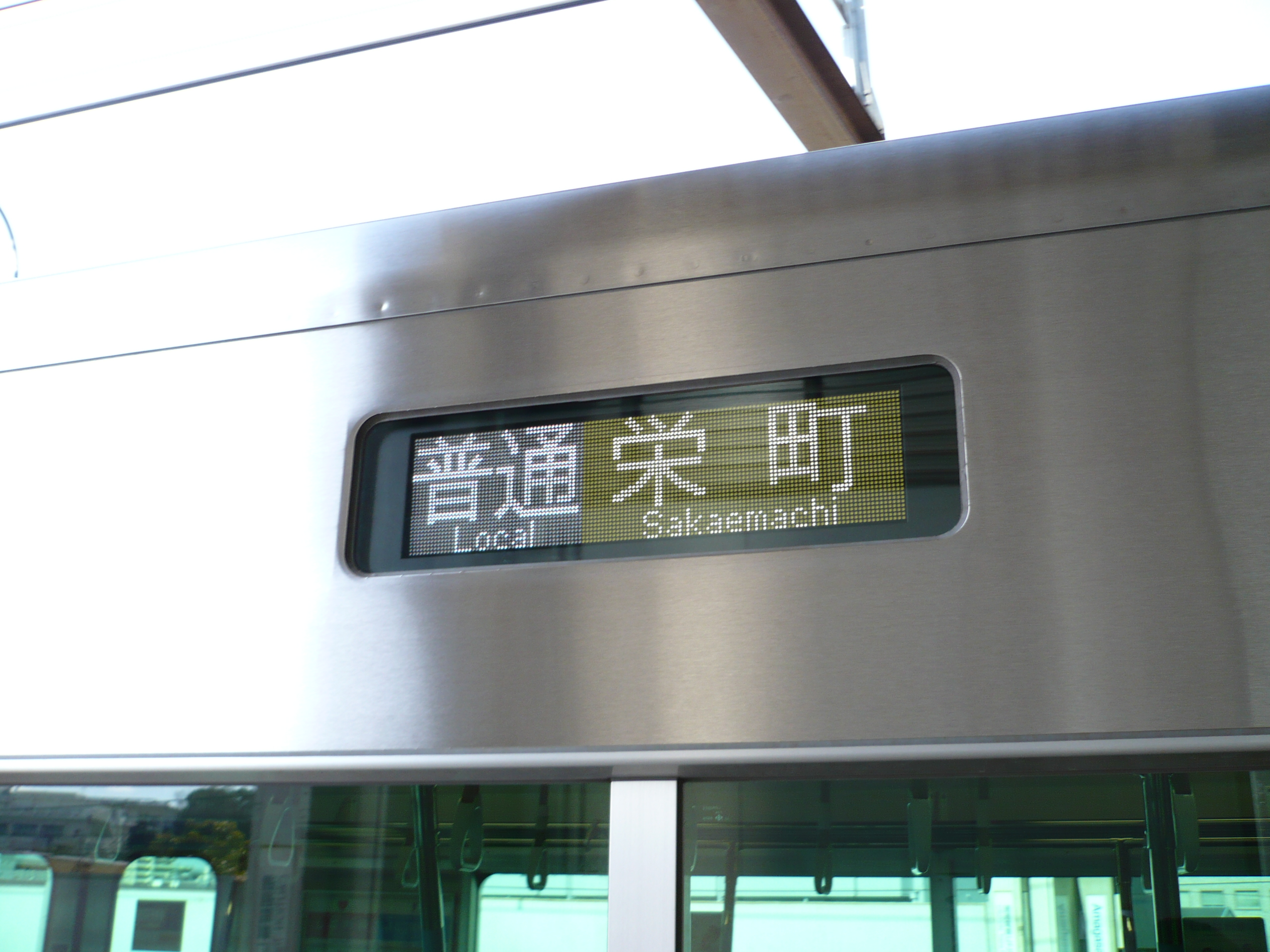
LED式の行先表示器

名鉄の通勤形電車としては初めて、すべての客用ドア上にLCD画面による車内案内表示装置が設置された。営業運転時のLCD画面には、停車駅の案内や所要時間、乗車マナーや扉の開閉の注意などを表示するが、2000系 （ミュースカイ）のようなCMやニュースなどの表示は実施していない。
これまでの瀬戸線用車両と同様に自動放送装置が搭載され、音声による自動案内が実施されている。当初、沿線の企業の広告や乗車マナーについての放送は省略されていたが、2009年（平成21年）初頭の沿線企業広告放送更新の際に、広告放送が流れるようになった。
3300系・3150系・5000系などと同様の発車予告メロディ機器が搭載されている。また、瀬戸線用車両では初めて各車両の妻面に号車番号が表示されている。尾張瀬戸方が1号車である。ただし本線系の通勤用車両とは異なり、常時4両固定編成で運用され連結運転は一切行わないためステッカーによる表示である。

### 走行機器
モ4050形に搭載されているVVVFインバータ制御装置は三菱電機製 MAP-178-15V192 形が設置されている。使用素子はIGBTで、1台の制御装置で8基のモーターを制御する1C4M2群分割方式の装置が搭載された。
主電動機は、名鉄で初めて全閉外扇形のものを採用した。採用理由として、省保守、省エネルギー、低騒音化の点で優れていること、瀬戸線の車両は主電動機内部の塵埃堆積量が多い傾向があるが、全閉外扇形主電動機は内部は汚損しない構造であること、といった点が挙げられる。出力は、名鉄3300系・3150系と同じく170 kWであり、電動車に4個装備する。平均駅間が短く、曲線が多い当線の特性に合わせ、起動加速度と営業最高速度を小牧線 - 名古屋市営地下鉄上飯田線直通用車両の300系と同じ3.0 km/h/s、100 km/hに設定した。
台車は、曲線が多い瀬戸線の特性から、名鉄の完全新造車としては1992年（平成4年）落成の6500系・6800系の最終増備車以来16年ぶりとなるボルスタ付きのものが採用された。
軸箱支持方式は、名鉄でこれまで採用されていたSUミンデン方式ではなくモノリンク式となった。
静止形インバータ（SIV）は4両分を賄う150 kVAのものをモ4150形に、電動空気圧縮機（CP）はMBU1100型をク4000形とク4100形に1台ずつ搭載する。また、電動空気圧縮機についても低騒音型のスクロール式のものが初採用されている。

## 編成表
2014年（平成26年）度時点の車両番号を基本として記載する。
凡例：Tc …制御車、M …電動車
VVVF…制御装置、SIV…補助電源装置、CP…電動空気圧縮機、PT…集電装置
| [ 9 ]    | ← 尾張瀬戸栄町 → | ← 尾張瀬戸栄町 → | ← 尾張瀬戸栄町 → | ← 尾張瀬戸栄町 → | 落成日     |
| 形式     | ク4000           | モ4050           | モ4150           | ク4100           | 落成日     |
| 区分     | Tc1              | M2               | M1               | Tc2              | 落成日     |
| 車両番号 | 4001             | 4051             | 4151             | 4101             | 2008/8/7   |
| 車両番号 | 4002             | 4052             | 4152             | 4102             | 2009/4/16  |
| 車両番号 | 4003             | 4053             | 4153             | 4103             | 2009/5/27  |
| 車両番号 | 4004             | 4054             | 4154             | 4104             | 2009/10/23 |
| 車両番号 | 4005             | 4055             | 4155             | 4105             | 2009/11/12 |
| 車両番号 | 4006             | 4056             | 4156             | 4106             | 2011/3/16  |
| 車両番号 | 4007             | 4057             | 4157             | 4107             | 2011/4/20  |
| 車両番号 | 4008             | 4058             | 4158             | 4108             | 2012/3/7   |
| 車両番号 | 4009             | 4059             | 4159             | 4109             | 2012/4/11  |
| 車両番号 | 4010             | 4060             | 4160             | 4110             | 2012/5/16  |
| 車両番号 | 4011             | 4061             | 4161             | 4111             | 2012/6/15  |
| 車両番号 | 4012             | 4062             | 4162             | 4112             | 2012/7/18  |
| 車両番号 | 4013             | 4063             | 4163             | 4113             | 2013/2/21  |
| 車両番号 | 4014             | 4064             | 4164             | 4114             | 2013/3/19  |
| 車両番号 | 4015             | 4065             | 4165             | 4115             | 2013/5/13  |
| 車両番号 | 4016             | 4066             | 4166             | 4116             | 2014/1/17  |
| 車両番号 | 4017             | 4067             | 4167             | 4117             | 2014/2/18  |
| 車両番号 | 4018             | 4068             | 4168             | 4118             | 2014/3/18  |
| 搭載機器 | CP               | VVVF,PT          | SIV,PT           | CP               |            |

## その他

### ヘッドマーク付車両

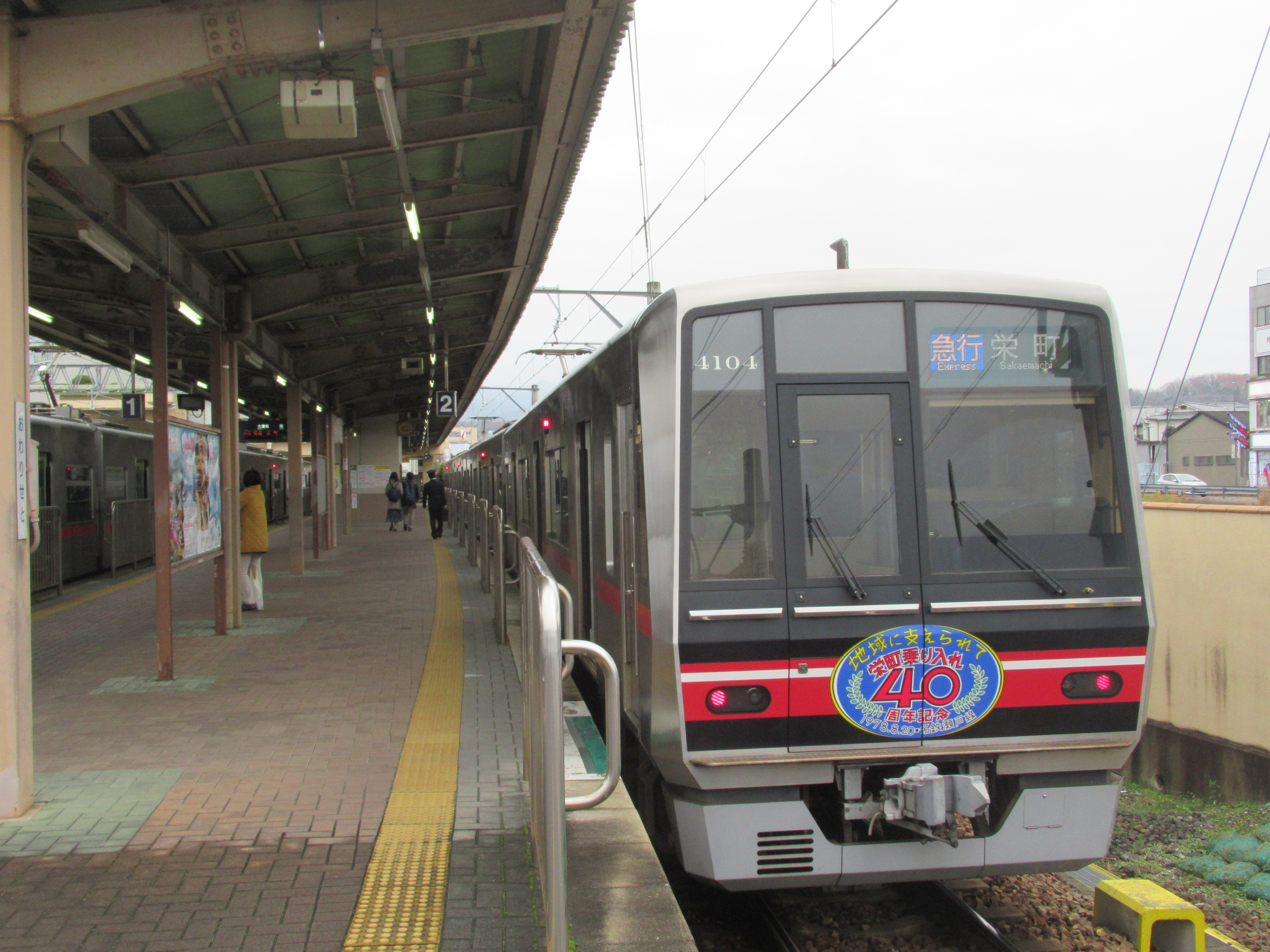
瀬戸線の栄町乗り入れ40周年を記念したヘッドマークが取り付けられた編成（2018年12月23日、尾張瀬戸駅）

2015年3月28日から7月12日まで、4004編成と4114編成に瀬戸線開業110周年記念のヘッドマークが取り付けられていた。
2018年8月20日から2019年3月31日まで、瀬戸線の栄町乗り入れ40周年を記念したヘッドマークが4004編成に取り付けられていた。
2019年8月中旬から10月上旬まで、瀬戸線誕生80周年記念のヘッドマークが取り付けられた車両が運行された。
2023年8月19日のイベントから当面、記念表記をした列車が運行されていた。（現在は終了）
2025年4月上旬から6月末まで、瀬戸線開業120周年を記念し、名鉄がかつて採用していた「逆さ富士」と呼ばれる行き先表示器を模したステッカーを各先頭車に貼付して運行している。

### ラッピング車両
2023年11月27日から2024年1月19日までの間、韓国の男性アイドルグループSEVENTEENのラッピングをした「SEVENTEEN 'FOLLOW' THE CITY MEITETSU号」が運行されている（現在は終了）
。
2023〜2024年にかけて、将棋関連の掲載およびラッピングを行った「将棋トレイン」が2度運行された（第1段は4008F、第2段は4018F、現在はどちらも終了）。
2024年12月1日から2025年2月28日までの間、尾張旭市とのタイアップ企画で同市の公式キャラクター「あさぴー」のステッカー貼付、および乗務員室への「あさぴー」マスコットの設置が行われている（現在は終了）。